# Strumpf

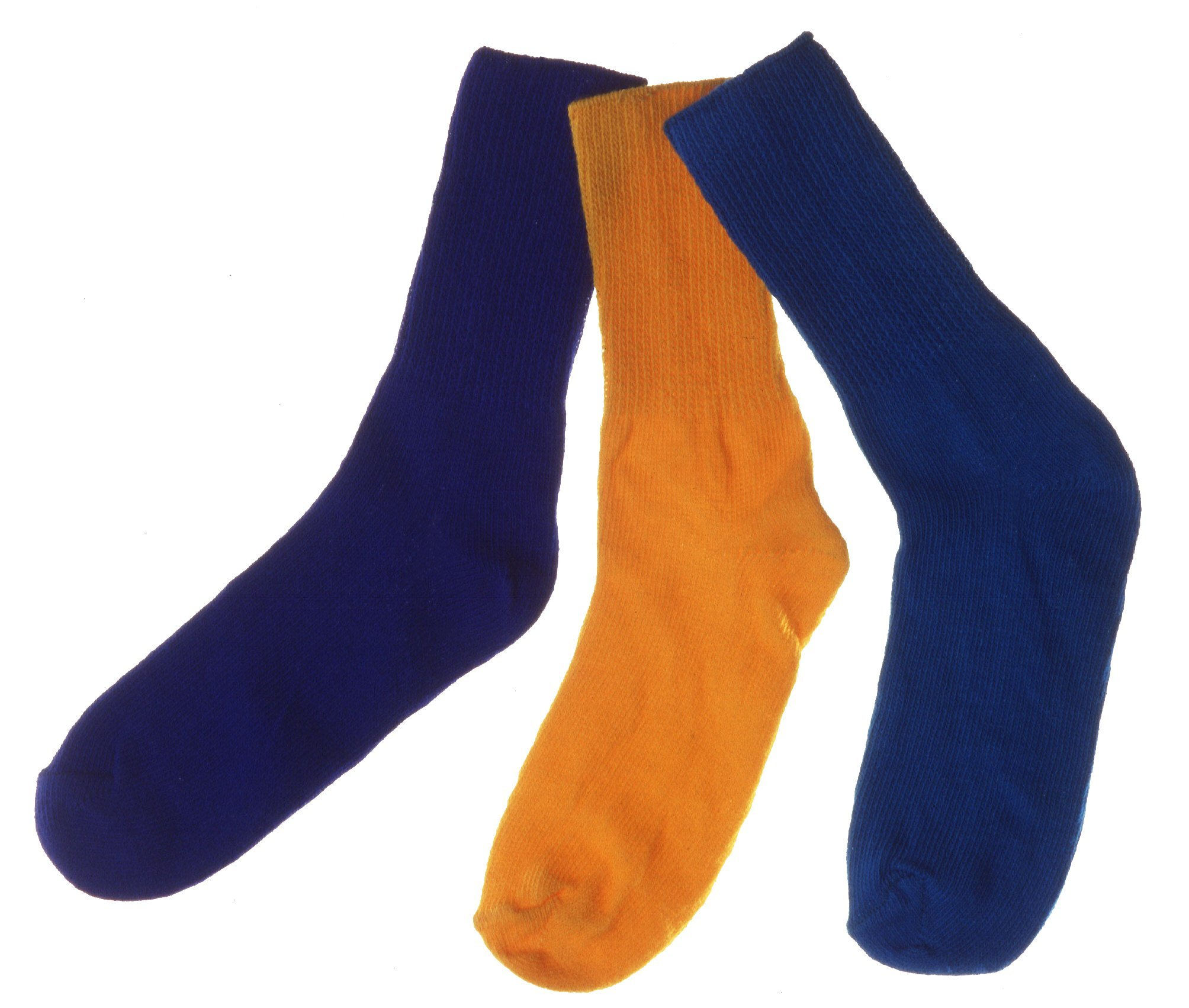
Socken

Ein Strumpf ist ein enganliegendes Kleidungsstück für den Fuß und das Bein, das bis zum Oberschenkel reichen kann. Die kürzere Socke (regional auch: der Sock, der Socken) reicht maximal bis zur Mitte der Wade. Strümpfe und Socken gibt es in verschiedenen Größen (vergleichbar den Schuhgrößen), Formen, Längen, Herstellungsweisen und Materialien.

## Begriff

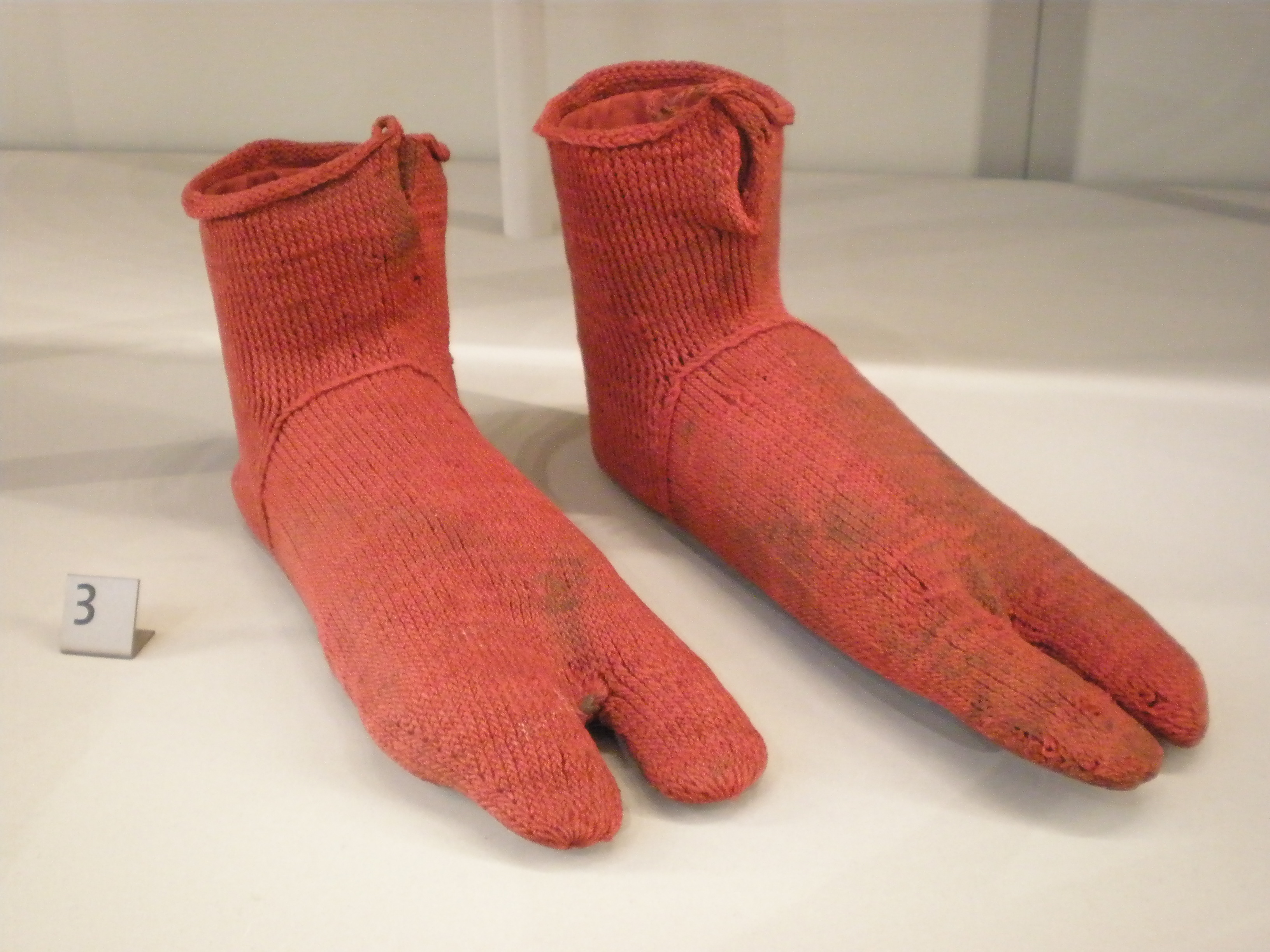
Nadelgebundene Socken aus Ägypten (300–500 n. Chr.)

Der Begriff Socke ist entlehnt vom lateinischen Begriff soccus, der einen niedrigen Schlupfschuh oder Pantoffel der Griechen bezeichnet. Der Soccus konnte aus Stoff mit Ledersohle oder ganz aus Leder gefertigt sein, war weiß, purpur- oder scharlachfarben oder auch vergoldet und mit Perlen verziert. Bei den Römern wurde der Soccus zunächst nur von den Frauen, später auch von Männern als Hausschuh getragen. Darüber hinaus war er der Schuh der antiken Komödienschauspieler, im Gegensatz zum Kothurn der Tragödie. Noch heute werden regional Hausschuhe als Socken bezeichnet. In der Spätantike wurde der Soccus zu einem wadenlangen Schuh, der auch von den Franken getragen wurde (ahd. soc).

Der Begriff Strumpf ist seit dem 13. Jahrhundert nachgewiesen und bedeutete im Mittelhochdeutschen zunächst „Baumstumpf“, „Stummel“ oder „Rumpf“, im Sinne von etwas Unvollständigem. Strümpfe im heutigen Sinne gab es noch nicht, die Beinkleider bedeckten Beine und Füße zugleich und wurden hose genannt. Erst im 16. Jahrhundert nahm der Begriff langsam seine heutige Bedeutung an, als sich die Bruoch mit dem oberen Beinkleid zur Hose verband, während das untere Beinkleid für Unterschenkel und Füße zu den Strümpfen wurde.

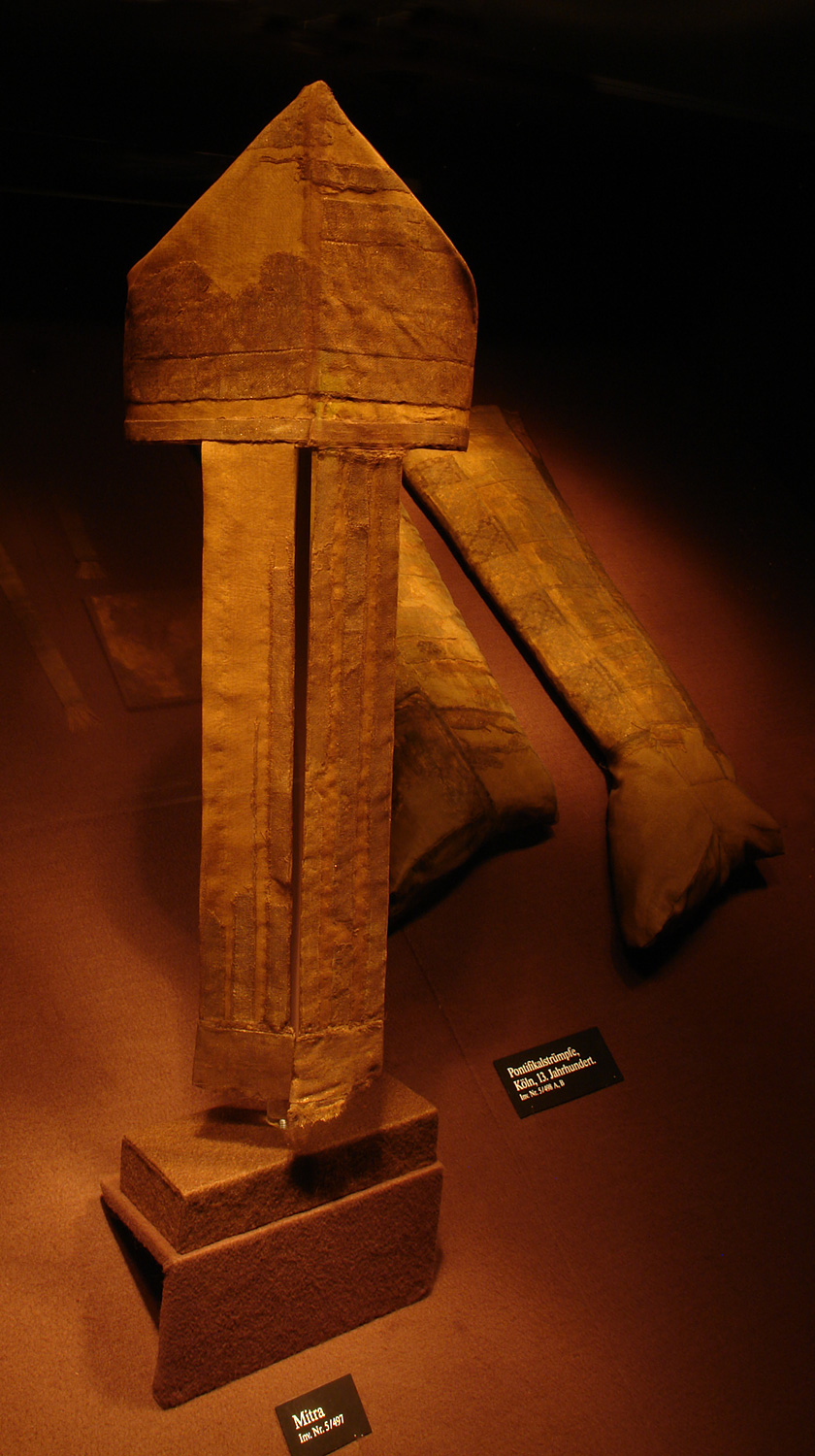
Pontifikalstrümpfe und Mitra aus Köln, 13. Jahrhundert, Bremer Dom-Museum.

Die Begriffe Socke und Strumpf werden heute zwar meist synonym verwendet, unterscheiden sich aber in ihrer Höhe. Unter einem Strumpf versteht man die Bekleidung vom Fuß und einem Teil des Beins. Ein Strumpf hat deshalb immer einen Beinling (der den Unterschenkel hoch reichende Teil des Strumpfes), der bis zum Oberschenkel reichen kann. Die Socke ist eine kürzere Form des Strumpfes. Ihr Beinstück reicht normalerweise bis kurz über den Knöchel und – bei Herrensocken häufiger – bis maximal zur Mitte der Wade.

## Geschichte

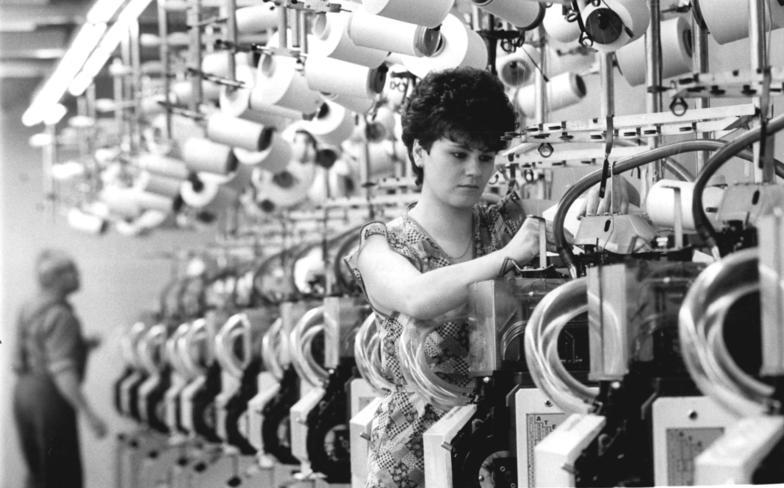
Maschinelle Herstellung von Strümpfen (1989)

Im Altertum und in der Antike waren Strümpfe, egal ob lang oder kurz, selten. Semiten und andere kleinasiatische Stämme kannten Socken, also Fußkleider, die bis zu den Waden reichten. Auch Griechen und Trojaner sollen sie gekannt haben. Wahrscheinlich waren diese Strümpfe in Sprang hergestellt. Im antiken Rom waren Tibialia und Udones verbreitet, die geistliche Tracht der Spätantike umfasste Kniestrümpfe. Als Pontifikalstrümpfe (caligae) finden sie sich in der christlichen liturgischen Bekleidung wieder. In koptischen Gräbern aus byzantinische Zeit wurden nadelgebundene Socken mit geteilten Zehen für die Sandalenriemen gefunden. Bis zur Verbreitung des Strickens – frühestens in der Spätantike, wahrscheinlich erst im Frühmittelalter – waren Sprang und Nadelbinden die für Strümpfe genutzten textilen Techniken. Kelten und Germanen benutzen hingegen Fußbinden, die noch bis in das frühe Mittelalter hinein getragen wurden. Im 7. Jahrhundert kam der soccus aus dem Mittelmeerraum nach Zentraleuropa, wurde aber schon bald zum Strumpf bzw. Beinling verlängert. Sie wurden von Frauen und Männern getragen, jedoch galt es für Frauen als unziemlich, sie zu zeigen. Die Vornehmsten trugen Strümpfe aus Seide, mitunter farbig und gemustert. Die meisten Strümpfe bestanden jedoch aus Wolle, Leinen oder Leder und wurden vom Hosenschneider (hosier) aus einem Zeugstück genäht. Für den eng anliegenden Sitz gab es verschiedene Zuschnitte, zudem ließ man die Strümpfe einlaufen oder fütterte sie. Gegen 1500 wurden die Beinlinge erstmals durch einen Zwickel und Latz zu einer Hose zusammengefügt. Im 16. Jahrhundert wurde das Kleidungsstück wieder aufgeteilt in Kniehose und Strümpfe, letztere nun gehalten durch Strumpfbänder. 1589 begann mit William Lees Erfindung des Handkulierstuhls die Geschichte der Strumpfwirkmaschine. Im Europa des 18. Jahrhunderts waren die Strümpfe der Männer weiß, die der Frauen meist farbig. Sie bestanden weiterhin aus Wolle oder Seide, aber auch aus Biberhaaren oder Baumwolle und waren gewebt, gewalkt, gestrickt oder gewirkt. Die Zwickel waren manchmal mit Gold- und Silberfäden verziert. Im Sommer wurden von Frauen auch Lederstrümpfe gegen Mückenstiche getragen.
Zum Zentrum der europäischen Strumpfindustrie entwickelte sich ab 1850 Westsachsen, und hier insbesondere Chemnitz. Als Marktführer für Damenstrümpfe galten bis 1945 die dortigen Firmen Friedrich Kircheisen, Moritz Samuel Esche, Arwa und Elbeo. Fünf Maschinenfabriken aus Chemnitz und Umgebung teilten sich zudem 75 Prozent der Weltproduktion an Cottonmaschinen: Hermann Stärker, Schubert & Salzer, G. Hilscher, Kalio (Karl Lieberknecht) und die Maschinenfabrik Einsiedel.
Die nächste Revolution war in der ersten Hälfte des 20. Jahrhunderts die Einführung der Chemiefasern in die Strumpfherstellung, insbesondere Kunstseide und Nylon. Feine Strümpfe und Strumpfhosen wurden dadurch zu einem Massenprodukt in der Frauenmode. Nach dem Zweiten Weltkrieg gingen viele Strumpfproduzenten aus Sachsen und dem Sudetenland in die westlichen Besatzungszonen und bauten dort neue Betriebe auf, darunter Kunert, Arwa, Ergee und Falke.

## Herstellung
Feinstrümpfe werden in der Regel auf Einzylinder-Rundstrickautomaten hergestellt. Socken aus Naturfasern bzw. Fasergemischen werden meist auf Doppelzylinder-Rundstrickmaschinen gefertigt, für grobe Sportsocken kommt auch die Flachstrickmaschine zum Einsatz.

## Strumpfarten
| Bezeichnung     | Namensvarianten                          | Beschreibung | Siehe auch   |
| --------------- | ---------------------------------------- | --- | ------------ |
| Zehling         |                                          | Zehlinge bedecken nur die Zehen. Den nötigen Halt verleiht ein elastisches Band über der Ferse. |              |
| Füßling         |                                          | Als Füßling wird der Teil des Strumpfes bezeichnet, der vom Zehenende bis zum Fersenansatz reicht. Daneben werden Socken, die nur aus diesem Teil bestehen, ebenfalls als Füßlinge bezeichnet. Sie bedecken den Fuß von den Zehen bis zur Ferse und sind meist am Rist ausgeschnitten. Aus hygienischen und schuhklimatischen Gründen werden sie in Halbschuhen getragen, und aus modischen Gründen soll diese Form der Socke auch in weit ausgeschnittenen Schuhen (zum Beispiel in Pumps oder Ballerinas) nicht oder kaum sichtbar sein. |              |
| Söckchen        | Sneaker-Socken                           | Sehr kurzer Strumpf, der in Knöchelhöhe oder knapp darunter endet. | Feinsöckchen |
| Socke           |                                          | Kurzer Strumpf, dessen Beinstück bis kurz über den Knöchel und – bei Herrensocken häufiger – bis maximal zur Mitte der Wade reicht. |              |
| Wadenstrumpf    | Stutzen, Stützel, Canon, Wadlstrumpf     | Eine Art verkürzter Strumpf ohne Füßling. | Beinstulpen  |
| Kniestrumpf     |                                          | Kniestrümpfe reichen bis ans Knie. |              |
| Schenkelstrumpf | Oberschenkelstrumpf, Halbschenkelstrumpf | Eine für Nylonstrümpfe gebräuchliche Länge. | Overknees    |

## Strumpfvarianten

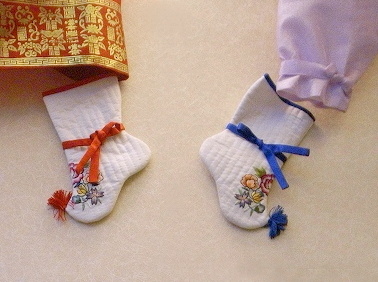
Beoseon

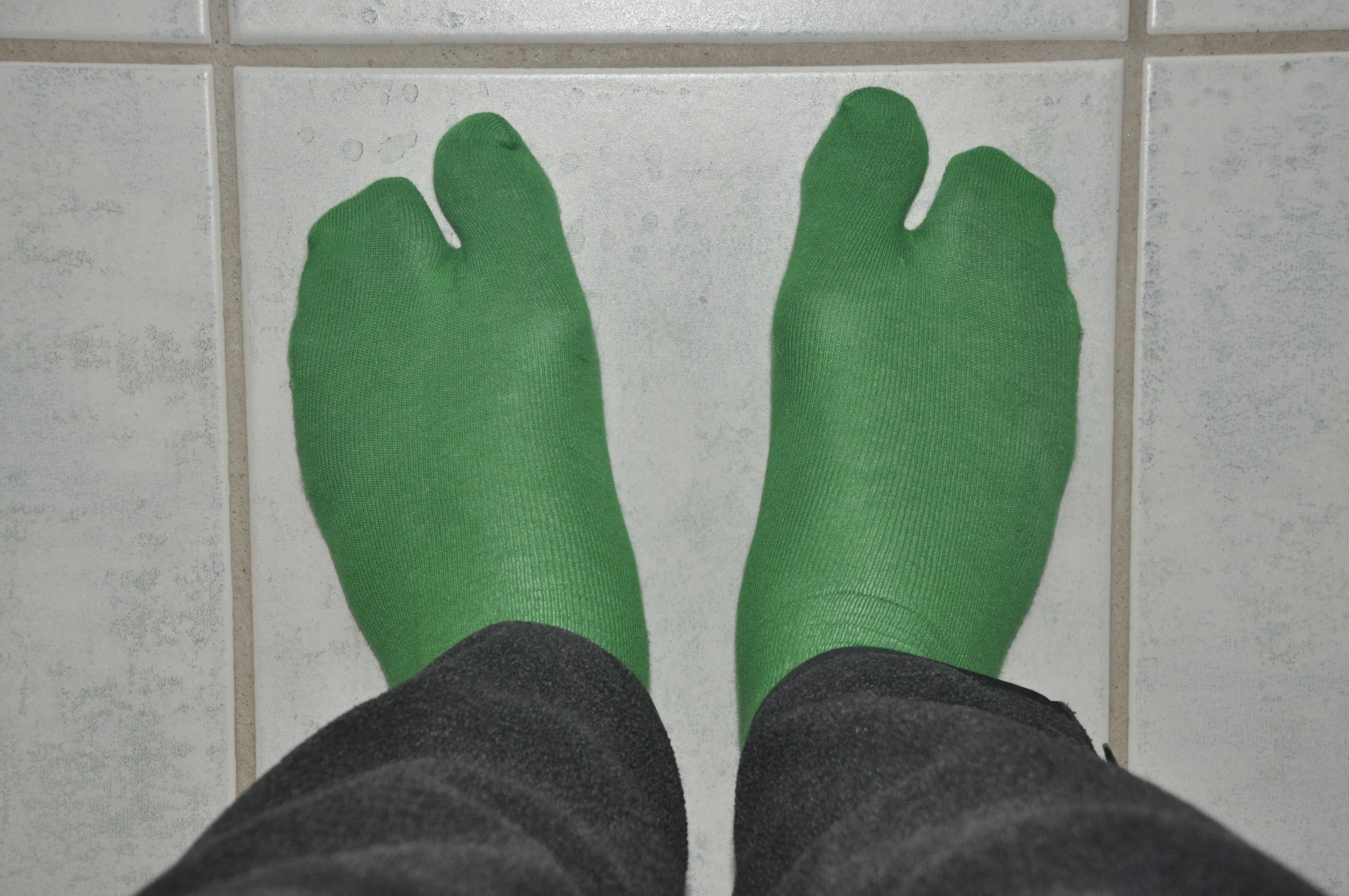
Tabi

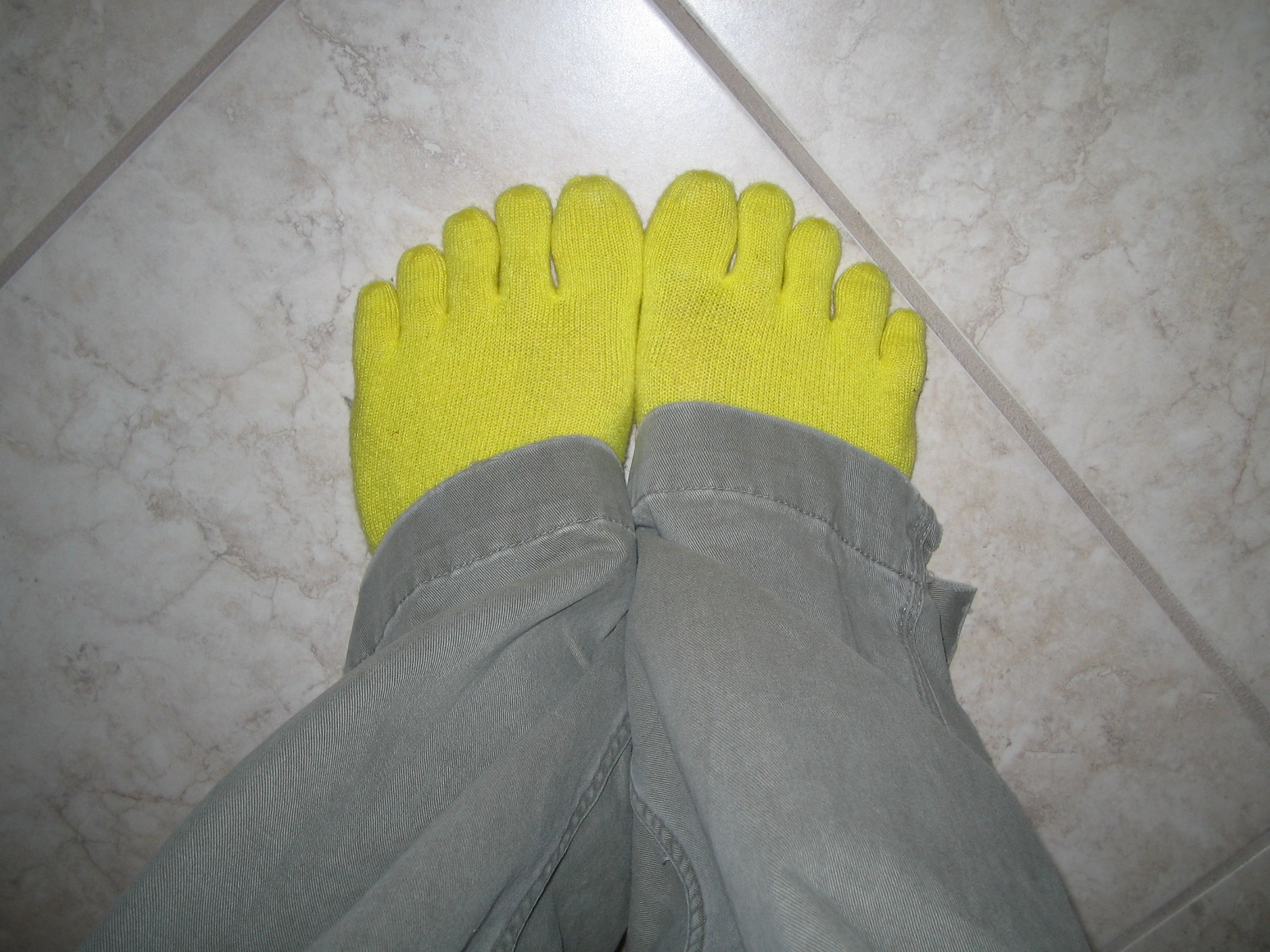
Zehensocken

BeoseonTraditionelle koreanische Socken.
ChuffLedersocken im sunnitischen Islam.
KompressionsstrumpfZur Behandlung von Gefäßerkrankungen (Thrombose) und zur Vorbeugung (besonders beim langen Sitzen, z. B. bei Langstreckenflügen) werden elastische und straff sitzende Zweizug-Kompressionsstrümpfe verwendet. Kompressionsstrümpfe gibt es mit und ohne (Fuß-)Spitze.
Loose SocksMode von Stulpensocken japanischer Schülerinnen in den 1990er Jahren.
StoppersockenSocken, deren Sohlen mit Noppen oder Beschichtung ausgestattet sind, die das Ausrutschen auf glatten Böden verhindern soll.
Stumpfsocken, StumpfstrümpfeAmputationsstümpfe werden gelegentlich mit an einem Ende geschlossenen Gewebeschläuche überzogen. Dabei wird der Begriff Socke auch dann verwendet, wenn kein Fuß vorhanden ist oder wenn ein Armstumpf damit versorgt wird. Dienen Stumpfsocken der Kompression, entsprechen sie den Kompressionsstrümpfen. Es gibt auch Stumpfsocken aus anderen Materialien, die zum Warmhalten, zum mechanischen Schutz oder als Sichtschutz zum Verbergen der Hautoberfläche der Extremität dienen.
TabiJapanische Socke mit abgeteilter Großzehe. Auch Flipflop-Socken genannt.
ZehensockenBei Zehensocken wird jede Zehe einzeln von der Socke umschlossen, ähnlich den Fingern eines Handschuhs.
ZwickelstrümpfeStrümpfe mit Ornamenten in der Grundform eines stehenden Dreiecks über dem Knöchel. Das Wort kommt von dem eingenähten Keil zwischen Bein- und Fußteil und von den Verzierungen, die dessen Form aufnehmen. Zwickelstrümpfe werden zu historischer Kleidung und zu Trachten getragen, von Männern zur Kniebundhose und von Frauen zum Rock.

## Materialien
Ursprünglich wurden Strümpfe aus Wolle, seltener aus Seide gefertigt. Heute bestehen vor allem Kniestrümpfe und Socken entweder aus Naturfasern (Baumwolle, Wolle, Seide) oder einer Mischung aus verschiedenen Naturfasern (Baumwolle mit Wolle oder Wolle mit Seide). Des besseren Formschlusses wegen (Strümpfe werden meist in Doppelgrößen angeboten) haben die meisten Strümpfe aus Naturfasern einen geringen Anteil Elasthan (weniger als 3 Prozent). Der verhindert auch ein vorzeitiges Ausleiern des elastisch gestrickten Strumpfbündchens (früher trugen Herren deshalb zusätzlich Sockenhalter).
Ebenfalls stark verbreitet und im Sportbereich (sog. Funktionssocken) fast ausschließlich zur Anwendung kommend, sind Strümpfe aus Mischgeweben mit einem Chemiefaseranteil (hauptsächlich Polypropylen und Polyamid) von 30, 40 oder mehr Prozent. Die Herstellung erfolgt in einem sogenannten Doppelstrickverfahren. Durch das Nutzen von unterschiedlichen Fasern entstehen zwei Gewebeschichten.
Die klassischen Damenstrümpfe sind aus Nylon. Perlon, in den 1930er und 1940er Jahren, der Anfangszeit des feinen Damenstrumpfes, noch Konkurrenzmaterial zu Nylon, hat in diesem Bereich keine Bedeutung mehr. Ein besonderer Typ des feinen Damenstrumpfes ist der Netzstrumpf. Er zeigt eine Netzstruktur (von grober Fischnetzmusterung bis zu sehr feiner Häkel-Optik) anstelle einer glatten Oberfläche. Damenkniestrümpfe gibt es neben den bei Herrenstrümpfen verwendeten Materialien auch aus Nylon.
Strümpfe aus Naturfasern bieten im Vergleich zu Strümpfen aus Chemiefasern im normalen Verwendungsbereich bessere fußklimatische Eigenschaften. Sie sind jedoch teurer und haben eine geringere Haltbarkeit als Strümpfe mit hohen Chemiefaseranteilen. Schweißproblemen oder vielmehr der damit einhergehenden Geruchsbelästigung soll bei einigen Modellen mit einer antimikrobiellen Ausrüstung der Strumpfmaterialien oder durch Hinzufügen von Silberfäden entgegengewirkt werden.

### Sportbereich
Für den Sportbereich mit einer zu erwartenden höheren Reibungsbelastung und einem höheren Schweißaufkommen werden seit den 1990er Jahren Strümpfe mit einem großen Anteil von Chemiefasern beziehungsweise Strümpfe ausschließlich aus Chemiefaser(gemischen) angeboten. Neben unterschiedlichen Strumpfzonen aus unterschiedlichen Materialien und Strickrichtungen, die unterschiedliche Funktionsstärken aufweisen sollen (Schweißtransport, Dämpfung usw.), werden auch asymmetrische linke und rechte Socken speziell für Männer- oder Frauenfüße angeboten, um die Passform insgesamt zu verbessern.
Im amerikanischen Ballsport haben die Strümpfe eine so große Bedeutung bei den Trikots (lange Socken ergänzen die knapp über das Knie reichenden Hosen im Baseball), dass einige Teams sich sogar nach ihren Socken nennen („Chicago White Sox“, „Boston Red Sox“ – „Sox“ ist Slang für „socks“ und beim Baseball üblich). Fußballer hingegen tragen unter ihren Schienbeinschonern Socken, darüber Stutzen mit einem Steg oder Stutzenstrümpfe, wenn daran ein Fußteil ist.
In der Leichtathletik und im Eisschnelllauf trägt man oft keine Strümpfe oder Socken, um einen möglichen Energieverlust durch zusätzliche Reibung zwischen Fuß, Strumpf und Schuh zu vermeiden. Besonders im Eisschnelllauf handelt es sich bei den Schuhen um Einzelanfertigungen, die sehr eng an den individuellen Fuß angepasst sind. Ähnlich gilt beim Freiklettern, wo nur sockenlos getragene Kletterschuhe einen optimalen Reibungshalt am Fels ermöglichen.

## Stilistisches und Modisches
Der klassische Kleidungsstil sieht in Halbschuhen Socken/Strümpfe vor, die dunkler als die getragenen Schuhe sind (zu schwarzen Schuhen demnach schwarze Strümpfe, oder Strümpfe in einem sehr dunklen Blau). Kniestrümpfe bedecken auch beim Überschlagen der Beine die Haut und erfüllen damit auch die Anforderungen, die die Etikette für den Herren vorsieht.
An warmen Tagen ziehen mittlerweile die weitaus meisten Frauen gar keine Strümpfe oder Socken an. Die erhöhte Reibung am Schuh, verbunden mit einer Schweißentwicklung, kann allerdings zu Blasenbildung führen und je nach Schuhmaterial zu allergischen Hautreaktionen. Deshalb bevorzugen Frauen, die den Anschein erwecken wollen, sie trügen keine Socken, Füßlinge in den Schuhen.
Bei Männern ist der Verzicht auf Socken bislang nicht in gleichem Maße gesellschaftlich anerkannt. Im Freizeitbereich ist auch bei Männern gelegentlich das Weglassen von Socken oder das Tragen von nicht sichtbaren Füßlingen zu sehen. Als Trendsetter dieser Modeerscheinung wird die Fernsehserie Miami Vice aus den 1980er Jahren vermutet, in der die Hauptdarsteller Loafer ohne Socken trugen.

## Redewendungen

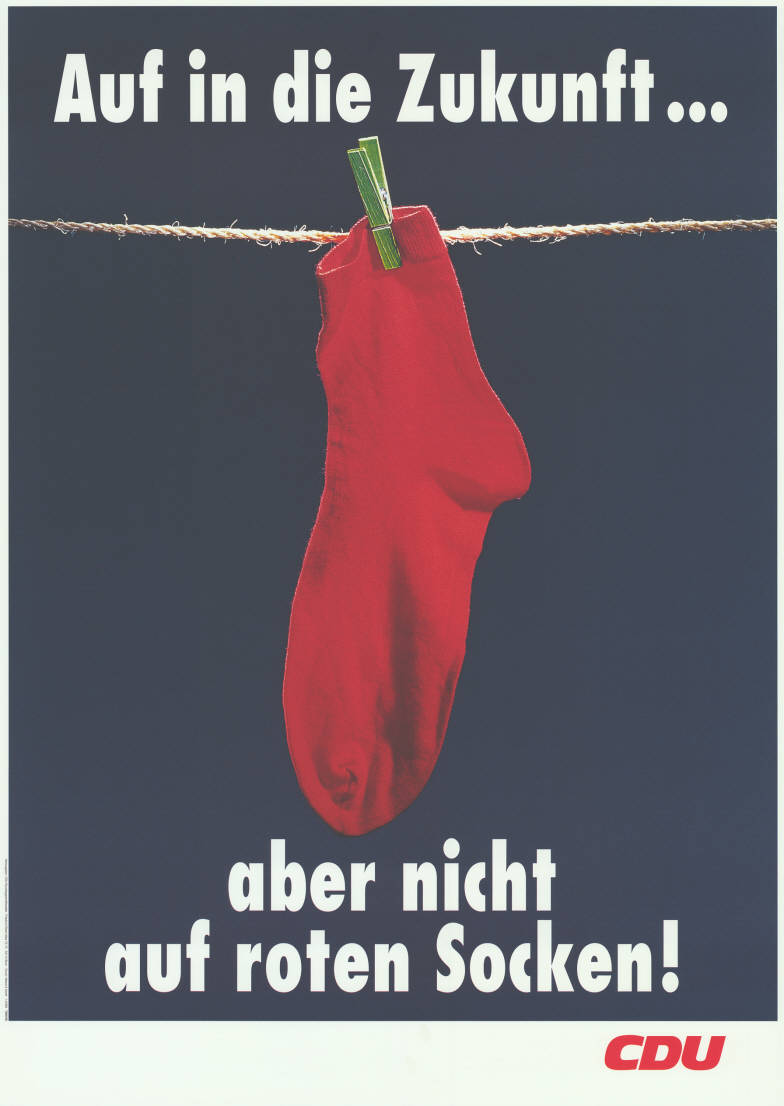
Bundestagswahlplakat der CDU von 1994

Die Phrase „sich auf die Socken machen“, regional „lossocken“, bedeutet losgehen, sprich: sich die Schuhe anzuziehen und aufzubrechen. „Ich bin völlig von den Socken“ oder „Das haut mich aus den Socken“ sagt aus, dass jemand von irgendetwas so sehr beeindruckt oder überrascht ist, dass er fassungslos wird oder ihm jegliche Reaktion schwerfällt. Das Schimpfwort „Rote Socke“ bezeichnet eine politisch links stehende Person. In der Netzkultur ist der Begriff Sockenpuppe für ein weiteres Benutzerkonto gebräuchlich.
Die Bezeichnung „Soccer“ als englische Bezeichnung für Fußball leitet sich nicht vom Wort Socken ab, sondern vom Begriff Association. Die erste Regelsammlung des Fußballs wurde 1863 durch die in London gegründete Football Association erstellt.

## Strümpfe im weiteren Sinne
- Glühstrumpf – Leuchtkörper bestimmter Gaslampen
- Ziehstrumpf – oft aus Stahlseil geflochtenes Werkzeug zum Ziehen oder Halten von Kabeln, Seilen und Schläuchen
- Leiternsocke – griffige, textile Schonüberzieher über Füße von Leitern